# Figuurzaag

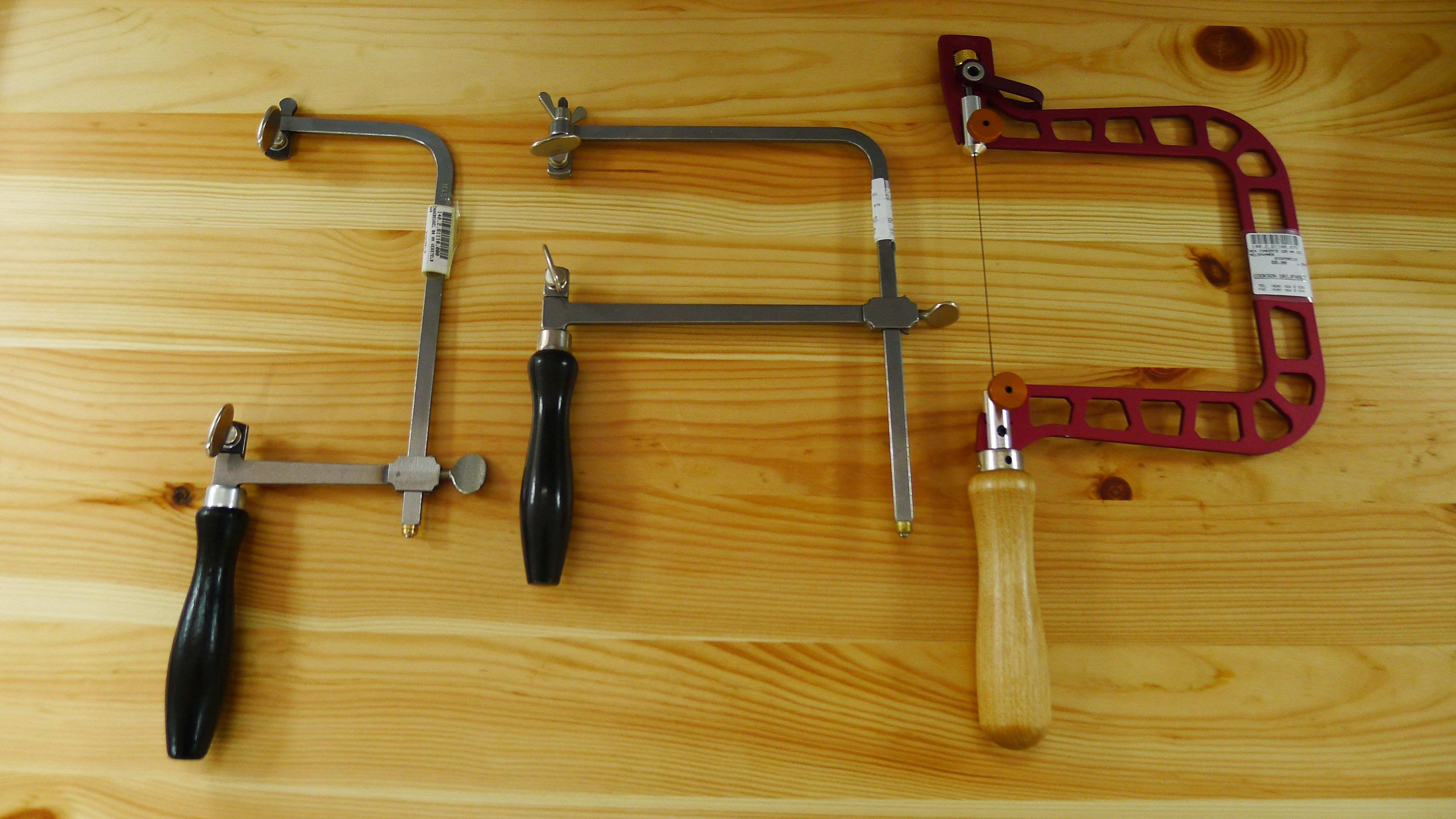
Drie professionele figuurzagen, met uitlading links 80 mm, midden 150 mm en rechts een Knew Concept 125 mm

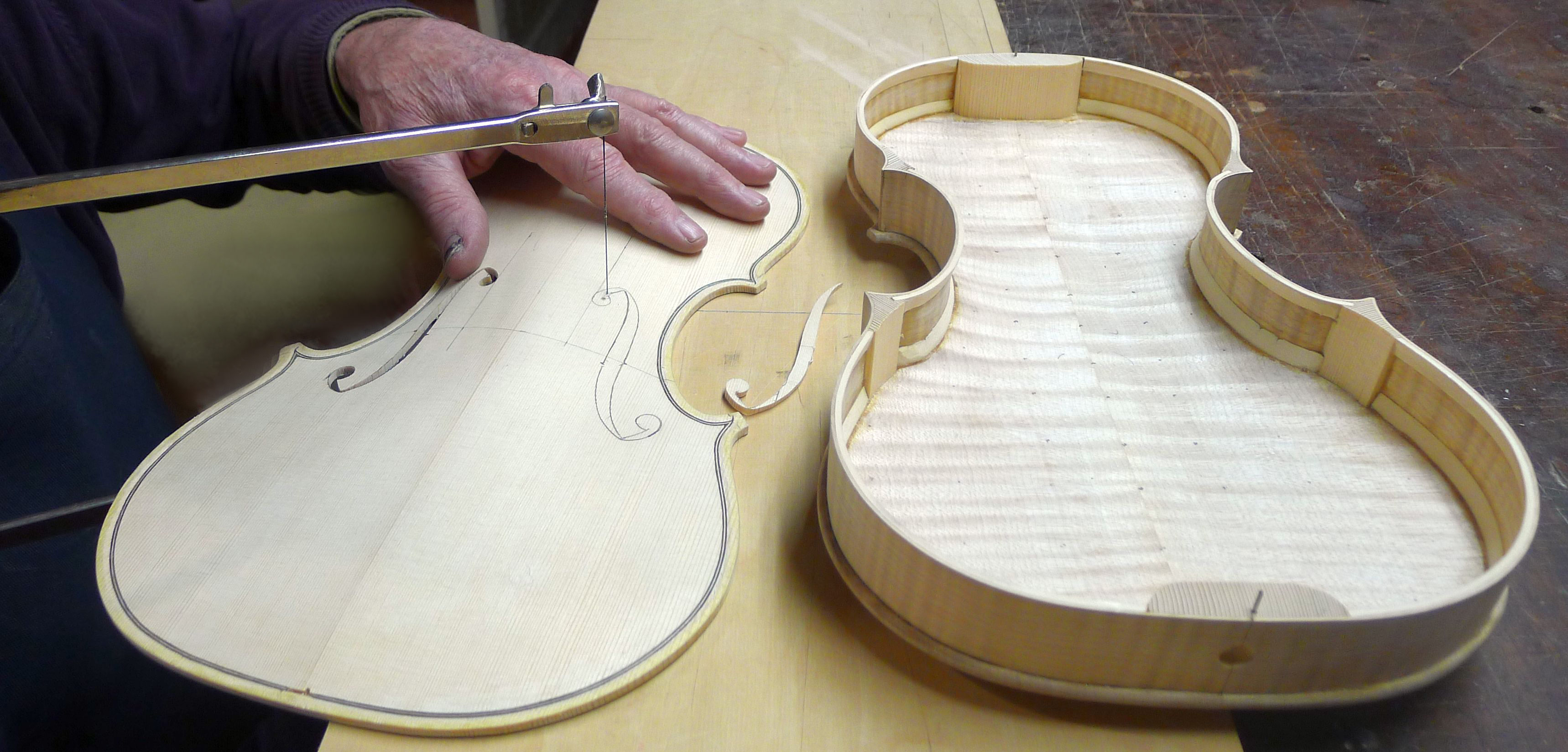
Een vioolbouwer zaagt de f‑gaten met een figuurzaag

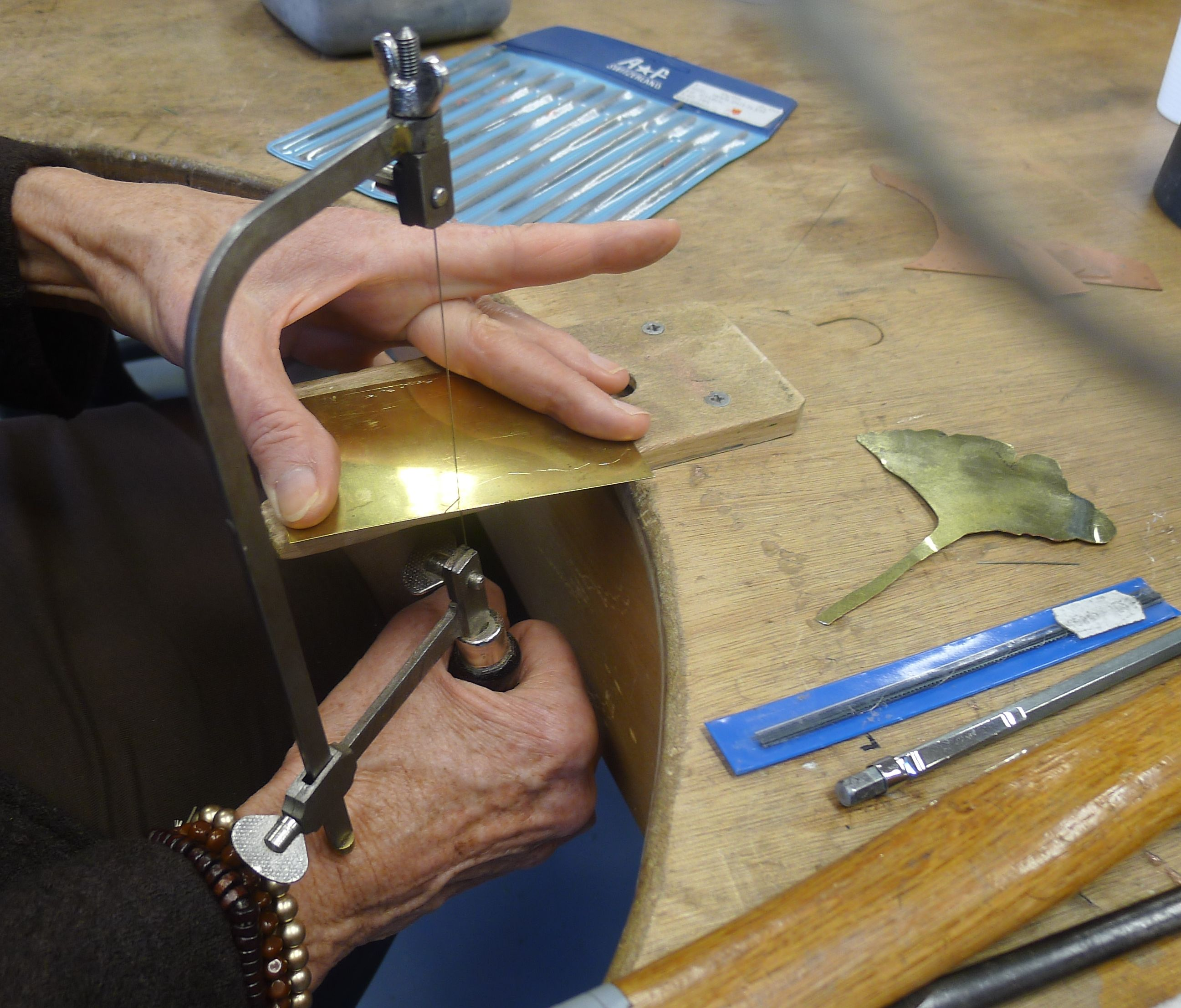
Een sieradenkunstenaar aan het werk met de figuurzaag

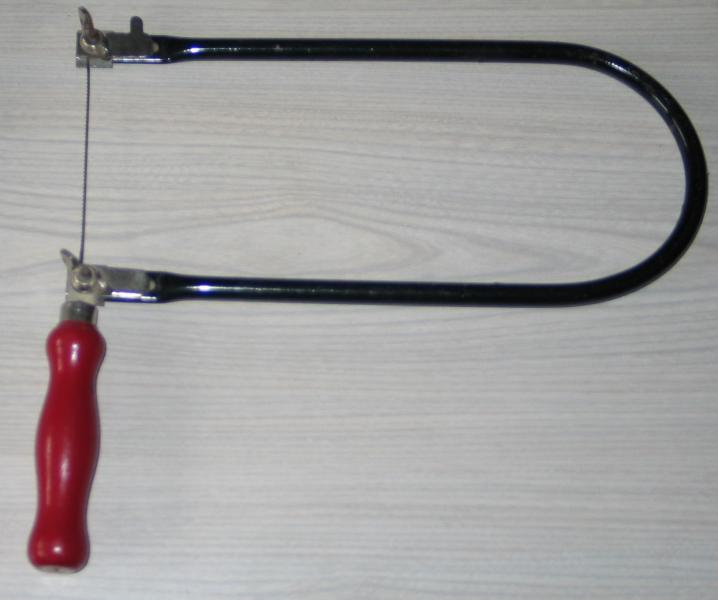
Hobbyfiguurzaagbeugel met zaagje

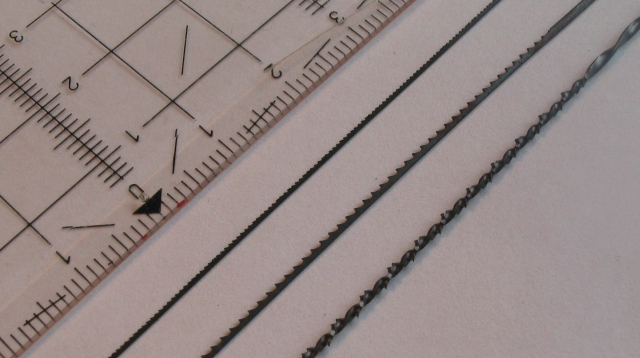
Metaalfiguurzaagjes: nummer 0, nummer 5 en nummer 5 rond.

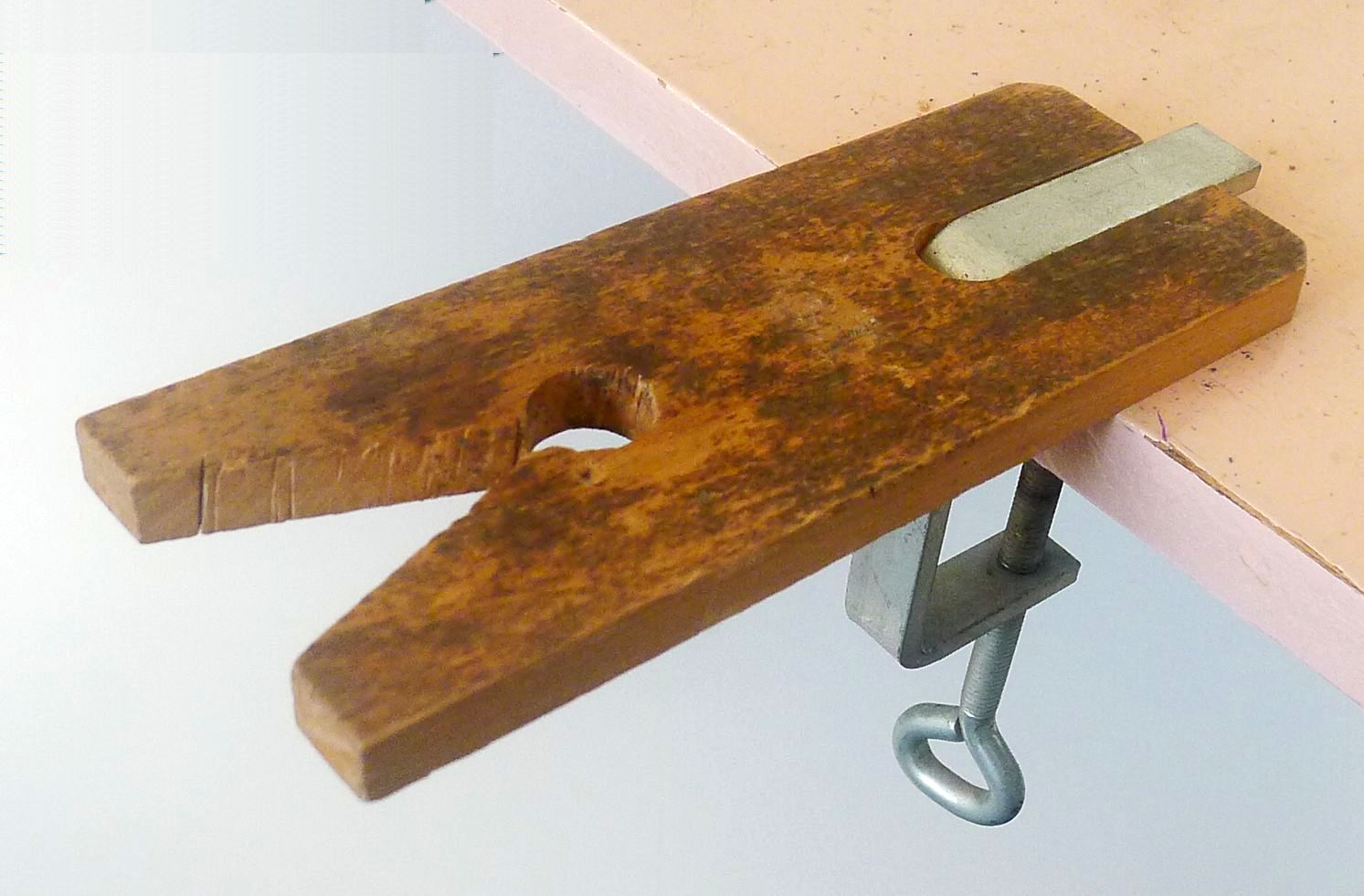
Het standaard steunplankje voor de figuurzaag

Een figuurzaag is een stuk gereedschap waarmee plaatmateriaal en werkstukken van geringe omvang nauwkeurig kunnen worden gezaagd.

## Bouw en werking
Het hart van de figuurzaag bestaat uit een heel fijn zaagje, in de vorm van een draadvormig zaagblad (130 mm lang, tussen de 0,5 en 3 mm breed en tussen de 0,22 en 0,5 mm dik, met tanden van tussen 0,3 en 2 mm). De effectieve lengte van de vertanding is meestal ± 83 mm. Het wordt met de twee vlakke uiteinden middels vleugelmoeren of kartelmoeren gespannen in een U-vormige beugel en het bevindt zich in het verlengde van het handvat, dat bij het zagen doorgaans verticaal gehouden wordt. De tanden wijzen hierbij omlaag, zodat er gezaagd wordt bij het omlaag trekken van de beugel, maar er bestaan ook zaagjes met tanden die in beide richtingen wijzen. Daarmee kan het rafelen aan de onderzijde van bijvoorbeeld hout worden bestreden. Hoe smaller het zaagblad, hoe complexer de vormen en korter de bochten die hiermee kunnen worden uitgezaagd. De spanning in het zaagblad is bepalend voor het gemak en het resultaat van de bewerking, een te lage spanning bemoeilijkt een stabiele en doelgerichte gang door het materiaal en bij een te hoge spanning is het risico op een snelle breuk reëel.

## Gebruikers
Figuurzagen worden beroepshalve gebruikt door bijvoorbeeld goud- en zilversmeden bij het vormgeven van hun edelmetalen, door sieradenkunstenaars en door sommige bouwers van muziekinstrumenten (met name vioolbouwers) voor het bewerken van hout. Daarnaast wordt de figuurzaag door veel hobbyisten gebruikt voor het bewerken van zowel hout als metaal en kunststof.

## Zaagbeugels
De zaagbeugels worden uit staal en recenter ook uit geanodiseerd aluminium vervaardigd. De vorm en het materiaal van het geheel hebben grote invloed op de stabiliteit van het zaagblad tijdens het zagen en daarmee op het zaagresultaat. Onbedoelde bewegingen vergen bij langere en zwaardere beugels meer kracht en tijd om deze weer te compenseren. Sommige (professionele) zaagbeugels bestaan uit twee delen die onderling verstelbaar zijn. Daardoor is de afstand tussen de beide inklemmingen instelbaar, zodat de lengte van het zaagblad kan worden gevarieerd. Een kort zaagblad kan minder ver doorbuigen, waardoor nauwkeuriger zagen kan worden vergemakkelijkt. Tegelijkertijd wordt de slag korter, zodat er minder snel gezaagd kan worden. De zaagbladuiteinden worden vaak ingeklemd tussen twee stalen vlakken aan de uiteinden van de beugel, die door bouten op elkaar worden geklemd. 
De uiteinden van hobbybeugels uit buismateriaal worden daartoe vaak vlakgeperst en van een (vierkant) gat voorzien. In het gat wordt een slotbout gestoken, zodat de vierkante borging onder de kop verhindert dat de bout kan draaien. Vervolgens wordt een losse vlakke stalen plaat met een gat over het uiteinde van de bout gelegd, dan nog een ring en tot slot wordt er een moer op gedraaid. Deze platen worden tevens op een tweede plaats (bijvoorbeeld door een spie) aan de beugel gekoppeld, zodat ze niet rond de bout kunnen draaien. Aan de onderste plaat is vaak eveneens het handvat bevestigd. De platen kunnen ook als platte V-vorm uit verenstaal zijn uitgevoerd, zodat bij het losdraaien van de bout de spleet waartussen het zaagblad is geklemd beter wordt geopend. 
Modernere zaagbeugels hebben stalen of aluminium bussen met een langsgat waarin een klein stukje van het zaagbladuiteinde wordt gestoken. Op die plek bevindt zich een getapt dwarsgat waarin van beide zijden (inbus)bouten worden gedraaid. Tussen beide boutuiteinden wordt het zaagblad ingeklemd. Door deze constructie is de zaag voor zowel linkshandigen als rechtshandigen in te stellen. Bij dit ontwerp kan eveneens een snelspanmechanisme zijn toegevoegd. Met een hefboom wordt de bovenste bus tussen twee uitersten bewogen, in het ene is de zaag op spanning, in het andere geheel spanningsloos, zodat het blad kan worden vervangen. Aluminium beugels zijn lichter dan stalen, waardoor het zagen ook kan worden vergemakkelijkt. Voorwerpen die groter zijn dan de uitlading (de grootste afstand tussen de beugel en het zaagblad, tussen de 75 en 500 mm) moeten met het nodige overleg gezaagd worden. Soms kan het al helpen om het zaagje "met de tanden naar binnen" in te spannen. In het uiterste geval is het zagen met een speciaal rond zaagje de enige oplossing, daarmee kan namelijk in elke richting gezaagd worden. Hiermee in een rechte lijn zagen vereist echter veel vakmanschap.

## Zaagjes
De zaagjes zijn gemaakt van sterk staal en kunnen grote mechanische belastingen aan, maar door allerlei oorzaken kunnen ze breken. Hoe zachter het materiaal dat wordt gezaagd, hoe meer bewegingsvrijheid het zaagje heeft en hoe lager de kans dat een onverhoedse beweging het zaagje doet breken. Omgekeerd, hoe harder het materiaal, des te groter de kans op breuk. Met name het draaien van de beugel voor het wijzigen van de zaagrichting dient bij hardere materialen met zorg te gebeuren om breuk te voorkomen. Het kan helpen om de zaag vaker op- en neer te bewegen tijdens het ronden van de bocht. Ook een te grote voorwaartse druk kan breuk veroorzaken. Wie te snel wil zagen kan zo toch langer bezig zijn als een nieuw zaagje moet worden ingespannen. De spanning waarmee het zaagblad in de beugel is ingeklemd beïnvloedt eveneens de kans op breuk, algemeen geldt dat een hogere spanning die kans verhoogt. Bij een te lage spanning kan de doorbuiging te groot worden waarna breuk volgt. Na verloop van tijd zal elk zaagje bot worden en bij verder gebruik breken. Dit geeft een zeer karakteristiek hoog geluid, maar kan bovendien gevaarlijk zijn voor zowel het werkstuk als de figuurzager. De ingespannen resten zijn dun en scherp en kunnen krassen en snij- en steekwonden veroorzaken, mede door de ongeleide beweging die ontstaat als het zagen plotseling wordt afgebroken. Aan de binnenzijde van sommige zaagbeugels zijn rubber dopjes bevestigd om het werkstuk enigszins te beschermen. Het is dan  ook aan te raden om bij een figuurzaag meteen meerdere losse zaagjes aan te schaffen, zodat een bot zaagje direct kan worden vervangen.

## Materiaal
Er zijn figuurzaagjes die uitsluitend geschikt zijn voor houten en kunststoffen voorwerpen en hiermee kunnen voorwerpen tot enkele millimeters dik worden gezaagd.
Speciale figuurzaagjes voor metaal zijn van een hardere staalsoort en hebben een fijnere vertanding, weergegeven in een schaal van 0 tot 5. Hiermee kan metaalplaat met een dikte tot wel 6 mm (aluminium, gietijzer, messing) en staal en RVS tot 2 mm gezaagd worden. Het gebruik van snijolie of snijvet (bijvoorbeeld stearine) is hierbij vereist.

## Werkvolgorde

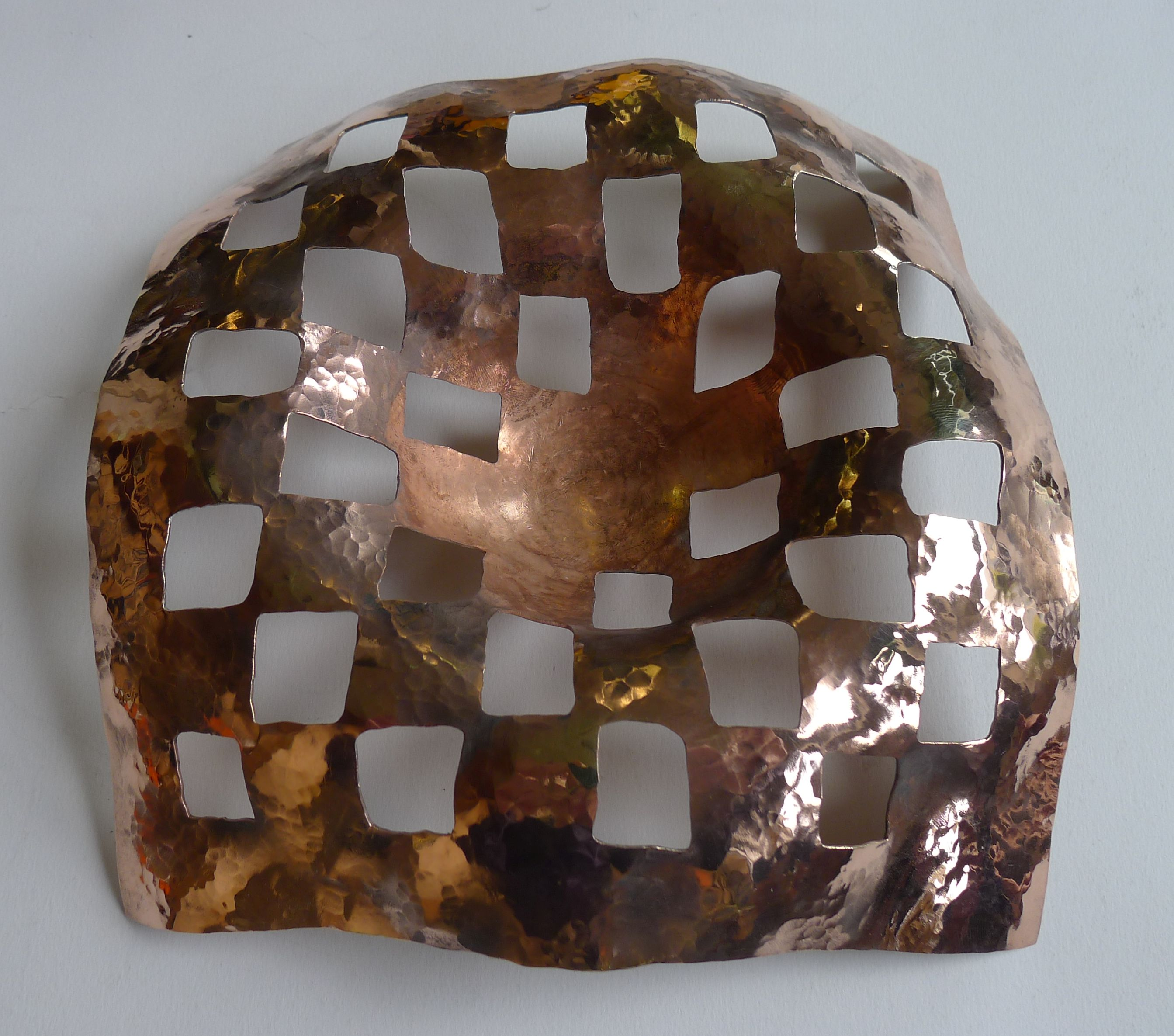
Een koperen plaat die werd gevormd nadat deze was gezaagd

Bij het figuurzagen van metalen plaat die gevormd moet worden is het van belang de volgorde van de bewerkingen van tevoren goed vast te leggen. Hoe groter de vervorming uiteindelijk is, hoe sterker de uitgezaagde openingen in de plaat vervormd zullen zijn. In het ergste geval kunnen smalle verbindingen tussen twee openingen scheuren of breken of deze kunnen te zwak worden voor de toepassing van het geheel. Op de foto is goed te zien hoe de oorspronkelijk vierkante openingen ruitachtig vervormd werden. 

## Werkplek

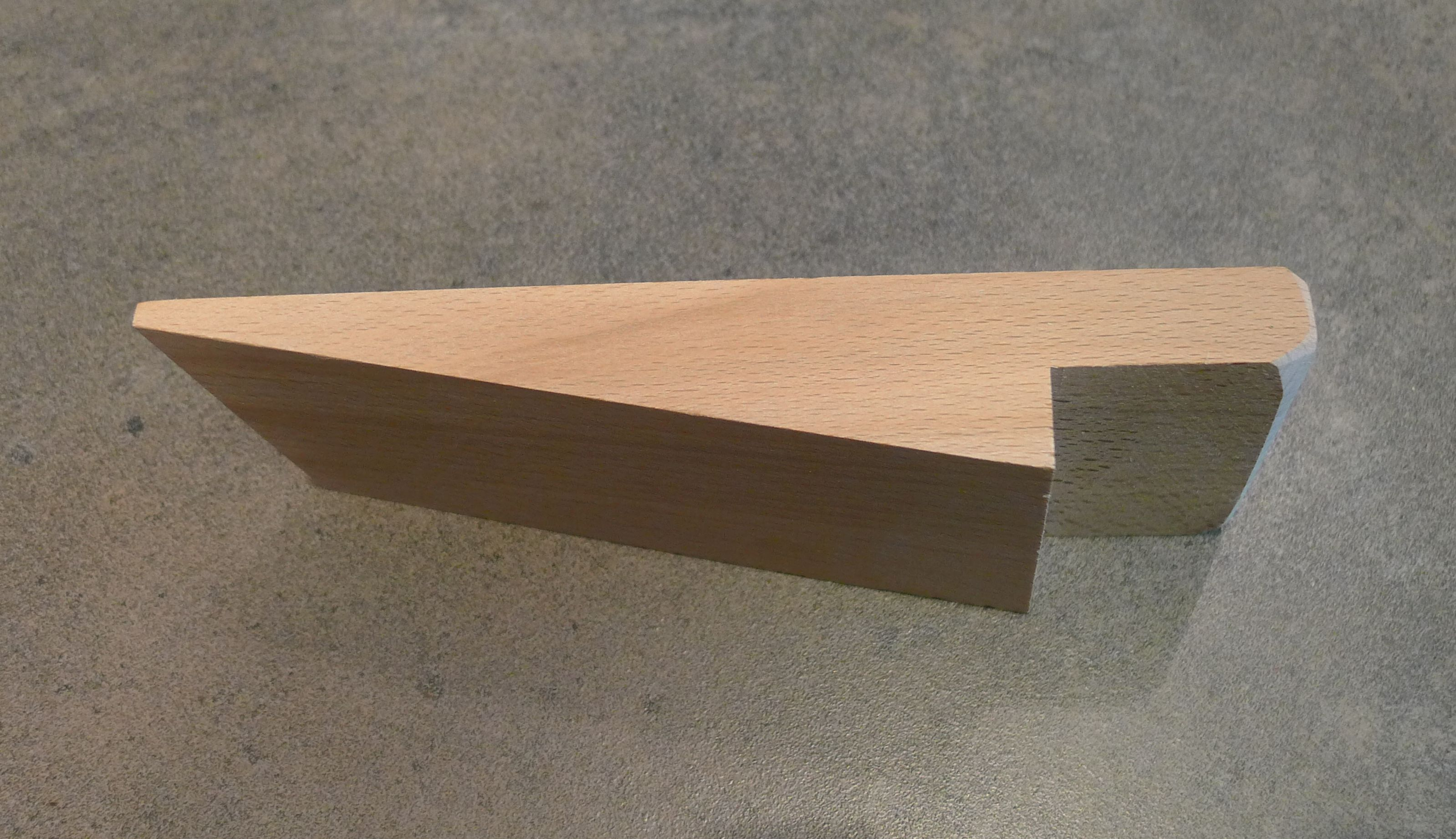
Een nieuwe vijlpen (of zaagpen)

Met name de goudsmid  gebruikt de vijlpen van zijn werkbank als ondersteuning bij het zagen, om die reden ook wel zaagpen genoemd. Deze taps toelopende rechthoekige houten pen is in het midden van een (bijna) halfronde uitsparing in het werkblad gemonteerd. Bij allerlei werkzaamheden, zoals zagen, vijlen en schuren kunnen beide armen op de zijkanten van de uitsparing steunen. Daardoor is een grotere stabiliteit te bereiken dan geheel uit de vrije hand te werken. De zaagpen wordt in een speciale metalen houder geklemd en kan gemakkelijk worden vernieuwd. Menig edelsmid zaagt hierin naar eigen inzicht een of meerdere uitsparingen waardoor de ondersteuning van het werkstuk wordt verbeterd. Er is een versie in de handel met twee delen die als een grote platte wasknijper, met een met dunne leren beschermlapjes beklede bek, die kleine werkstukken kan inklemmen. Onder de uitsparing wordt een schootsvel of schootdoek gehangen, een gladde doek uit runder- of schaapsleer of kunststof, waarmee het zaagsel of vijlsel (vandaar de benaming vijlingdoek of -zak) wordt opgevangen. De doek ligt over de benen, in de schoot van de edelsmid, vandaar de naam. Deze doek dient glad te zijn om het zaagsel gemakkelijk te kunnen verzamelen en hittebestendig om ook soldeerresten zonder schade te kunnen opvangen. Tegenwoordig wordt voor het opvangen van zaagsel ook wel gebruikgemaakt van een (vijling-)lade die in de werktafel is geïntegreerd. In een hoek van deze lade kan een afvoergat zijn gemaakt waaronder een opvangpot hangt. Sommige edelsmeden gebruiken een kunststoffen bak voor dit doel. Het zaagsel wordt van de tafel in de doek of de lade geveegd met de bankborstel of bankkwast, een kwastvormige borstel met een houten handvat. Afhankelijk van de hoeveelheid ingeleverd edelmetaal loont het de moeite om bijvoorbeeld goud, platina en zilver te scheiden. Een verwerkingsbedrijf kan veel gemengde metalen uitstekend van elkaar scheiden, maar dat levert de inleveraar wel extra kosten op.
Naast het gebruik van de professionele zaagpen wordt het werkstuk door voornamelijk hobbyisten op een speciaal gevormd houten plankje gelegd, zodat er rond de zaagsnede voldoende ondersteuning is voor de gesplitste delen. Dit plankje (zie foto) wordt met een metalen schroefklem aan een tafelblad bevestigd. De bovenarm van de klem is in het plankje ingelaten, zodat het werkstuk er geen last van heeft. Op deze traditionele vorm zijn enkele variaties te verkrijgen, het betreft dan extra uitsparingen aan de zijkanten van het plankje, waarin een bijbehorende zaagbeugel geklemd kan worden, waardoor het inspannen van een laagje wordt vergemakkelijkt, of een dikker en daarmee steviger exemplaar.

## Merken

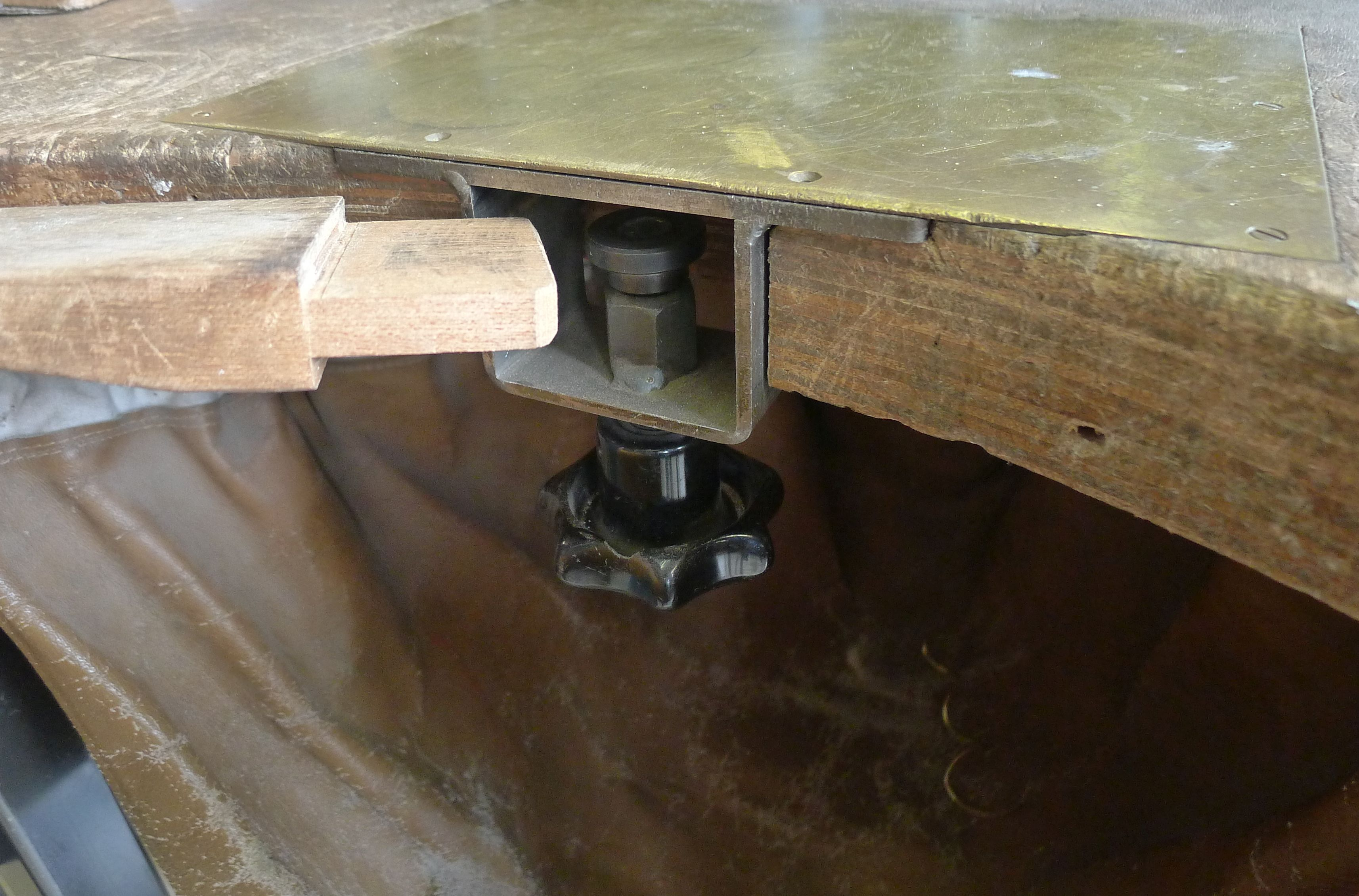
De bevestiging van een vijl- of zaagpen in een werkbank

Bekende merken van figuurzaagbladen voor de professionele gebruiker zijn Antilope, Penguin, Niqua Record, Golden Eye, Nashorn, Expert, Occupator (alle geproduceerd door Niqua in Beltheim, Duitsland); Herkules, Goldschnecke en Pebeco (geproduceerd door het Duitse Pulger Bonfigt & Co in Schweppenhausen, dat vanaf 1991 voor Niqua fabriceert); Pégas, Prior, Panther, Iris, Lotus, Colibri, Flash, Pike en Vallorbe (alle geproduceerd door Scies Miniatures SA uit de Zwitserse plaats Vallorbe), Taifun, Goliath, Sprint Ultra, Blitz, Tornado, Gnom, Wera, Zarsa en Finis (alle geproduceerd door Josef Haunstetter in Augsburg, Duitsland) en Black Horse (Amerikaans). Deze sets worden meestal per gros (144 stuks, los in een koker of doosje, of per dozijn in dun messingdraad gewikkeld) verkocht. Voor de hobbyist zijn er sets, die al tientallen jaren vrijwel uitsluitend per dozijn (12 stuks, in dun messingdraad gewikkeld) worden verkocht, van bijvoorbeeld Lux, Skandia, Proton en Eberle. Enkele gegevens van deze hobbyzaagjes (maten in millimeters) staan in de tabellen hieronder:
| Nummer     | Tanden per cm | Dikte    | Breedte  | Lengte   |
| Lux hout   | Lux hout      | Lux hout | Lux hout | Lux hout |
| ---------- | ------------- | -------- | -------- | -------- |
| 0          | 13            | 0,22     | 0,60     | 130      |
| 1          | 11            | 0,29     | 0,72     | 130      |
| 2          | 9,5           | 0,35     | 0,85     | 130      |
| 5          | 8             | 0,41     | 0,98     | 130      |
| Lux metaal |               |          |          |          |
| 0          | 18            | 0,28     | 0,56     | 130      |
| 1          | 18            | 0,30     | 0,60     | 130      |
| 2          | 16            | 0,30     | 0,60     | 130      |
| 3          | 16            | 0,36     | 0,75     | 130      |
| 4          | 13            | 0,38     | 0,80     | 130      |

| Nummer         | Tanden per cm | Dikte        | Breedte      | Lengte       |
| Proxxon hout   | Proxxon hout  | Proxxon hout | Proxxon hout | Proxxon hout |
| -------------- | ------------- | ------------ | ------------ | ------------ |
| 3              | 13,6          | 0,8          | 0,34         | 130          |
| 5              | 6,8           | 1,2          | 0,38         | 130          |
| 9              | 5,6           | 1,5          | 0,48         | 130          |
| Proxxon metaal |               |              |              |              |
| 1              | 20            | 0,6          | 0,3          | 130          |
| 3              | 16,4          | 0,75         | 0,36         | 130          |
| 5              | 14,4          | 0,85         | 0,4          | 130          |